# Ausencio C. Cruz
Ausencio Conrado Cruz (n. Puebla. Puebla, México - ?) Fue un militar mexicanos, que aunque nació en la ciudad de Puebla, llegó a radicar al estado de Tabasco, lugar en donde participó en diversas acciones militares, y ocupó varios cargos políticos como diputado Federal, Senador y Gobernador.

## Primeros años en Tabasco
Ausencio C. Cruz llegó al estado de Tabasco en 1918 siendo ayudante del General Heriberto Jara, cuando este fue designado Gobernador Provisional de Tabasco por el presidente Venustiano Carranza con la finalidad de calmar el agitado clima político provocado por la lucha de facciones entre los grupos de revolucionarios tabasqueños, quienes peleaban por la gubernatura del estado.
Al entregar el gobierno el General Heriberto Jara, y regresar a la Ciudad de México, Ausencio C. Cruz decidió quedarse en Tabasco como ayudante del General Carlos Greene.
En 1923, durante la Rebelión delahuertista en Tabasco, Ausencio Cruz se volvió gobiernista uniéndose al General Vicente González en la defensa de la ciudad de Villahermosa durante el sitio y bombardeo por parte de las fuerzas delahuertístas de Tabasco encabezadas por el General Greene. En la batalla de Atasta, contra el General delahuertista Alberto Pineda quien intentaba tomar la ciudad de Villahermosa, Ausencio Cruz resultó herido pero logró rechazar a los rebeldes, por lo que recibió el grado de Capitán.
Al ser vencidos los rebeldes delahuertistas en 1924, el entonces gobernador del estado Tomás Garrido Canabal lo protegió, consiguiéndole del Gobierno Federal diversas prerogatívas políticas, haciéndolo incluso diputado federal y senador por el estado de Tabasco sin ser tabasqueño.

## Gobernador de Tabasco
Gracias a la protección y apoyo por parte del gobernador Tomás Garrido Canabal, Ausencio C. Cruz fue ascendiendo en la política tabasqueña, llegando a ocupar los cargos de Secretario General de Gobierno, y Gobernador del estado, este último cargo lo desempeñó en dos ocasiones, la primera como interino y la segunda como Constitucional, siendo uno de los principales artífices de la política antireligiosa desatada en Tabasco por Garrido.
En julio de 1924, Tomás Garrido solicitó licencia para separarse del cargo de gobernador, tomando posesión del gobierno Santiagto Ruiz Sobredo, quien nombró a Ausencio C. Cruz como Secretario General de Gobierno.

### Gobernador interino
La primera ocasión que Ausencio Conrado Cruz fue gobernador del estado, fue a finales de 1924 cuando el gobernador interino Santigo Ruiz Sobredo solicitó licencia para separarse del cargo, siendo nombrado gobernador interino de Tabasco Ausencio C. Cruz el 6 de diciembre de 1924, cargo que desempeñó durante 25 días, ya que el 2 de enero de 1925, entregó la gubernatura del estado a Tomás Garrido Canabal. 

### Gobernador Constitucional
En el año de 1926 se realizaron elecciones para gobernador del estado, participando en ellas Ausencio C. Cruz quien contaba con todo el apoyo de Tomás Garrido, los otros participantes fueron Belisario Carrillo y Arturo Jiménez de Lara. Las elecciones fueron ríspidas y sangrientas, al suscitarse varios enfrentamientos, entre simpatizantes de Garrido y antigarridistas, el último y más grande fue en la calle Miguel Lerdo el cual derivó en varios muertos. Ante esto, y debido al descarado apoyo de Garrido hacia Ausencio Cruz, los dos contrincantes abandonaron la contienda antes de las elecciones. De esta forma, Ausencio C. Cruz tomó posesión como Gobernador Constitucional de Tabasco para el período 1927-1930, el 1 de enero de 1927.
El gobierno de Ausencio Cruz se caracterizó por la continuidad de la campaña antireligiosa iniciada por Tomás Garrido, quien influía enormemente en su gobierno. Una de sus primeras acciones fue ordenar que todas las comunidades que tenían nombres religiosos, deberían ser cambiados por nombres de héroes nacionales o locales. Posteriormente en 1930, decidió convertir la Catedrál de Esquipulas donde ya funcionaba un cuartel militar, en la escuela racionalista "Francisco Ferrer Guardia" y prohibió al nuevo Obispo de Tabasco Vicente María Camacho y Moya entrar al estado y tomar posesión de la Diósesis.
El 1 de enero de 1931, Ausencio C. Cruz culminó su período constitucional como gobernador, entregando el gobierno al lic. Tomás Garrido Canabal, quien resultó ganador de las elecciones realizadas en 1930, asumiendo el cargo por tercera ocasión.